# 張慶樺
張慶樺（英語：Thomas Cheung Hing-wa，1993年—)，前新民主同盟成員，前香港沙田區議會雲城選區議員。

## 參選2019年區議會選舉
2019年區議會選舉，張慶樺以新民主同盟成員及民主派區選聯盟推薦候選人身分參選，他以3,869票擊敗2047香港監察成員張德榮及新民黨成員羅健勤當選。

## 社區活動
2020年1月7日，逾30名沙田區議員及百多名市民，在沙田大會堂「百步梯」參與由地區組織「沙田一隅」發起的「和你plan」活動，讓市民討論社區事務，其中不少人提議建立社區連儂牆。而最關注的議題是「成立地區監警會」及「擴大黃色經濟圈」，其次為「定期舉行居民大會」。

## 外部連結
- 張慶樺的Facebook專頁 （页面存档备份，存于）
- 新民主同盟官方網頁 （页面存档备份，存于）
- 新民主同盟Facebook專頁 （页面存档备份，存于）